# (6923) Borzacchini
(6923) Borzacchini est un astéroïde de la ceinture principale.

## Description
(6923) Borzacchini est un astéroïde de la ceinture principale. Il fut découvert le 16 septembre 1993 à Stroncone par l'Observatoire astronomique Santa Lucia de Stroncone. Il présente une orbite caractérisée par un demi-grand axe de 2,99 UA, une excentricité de 0,08 et une inclinaison de 10,5° par rapport à l'écliptique.

## Compléments